# 通信衛星

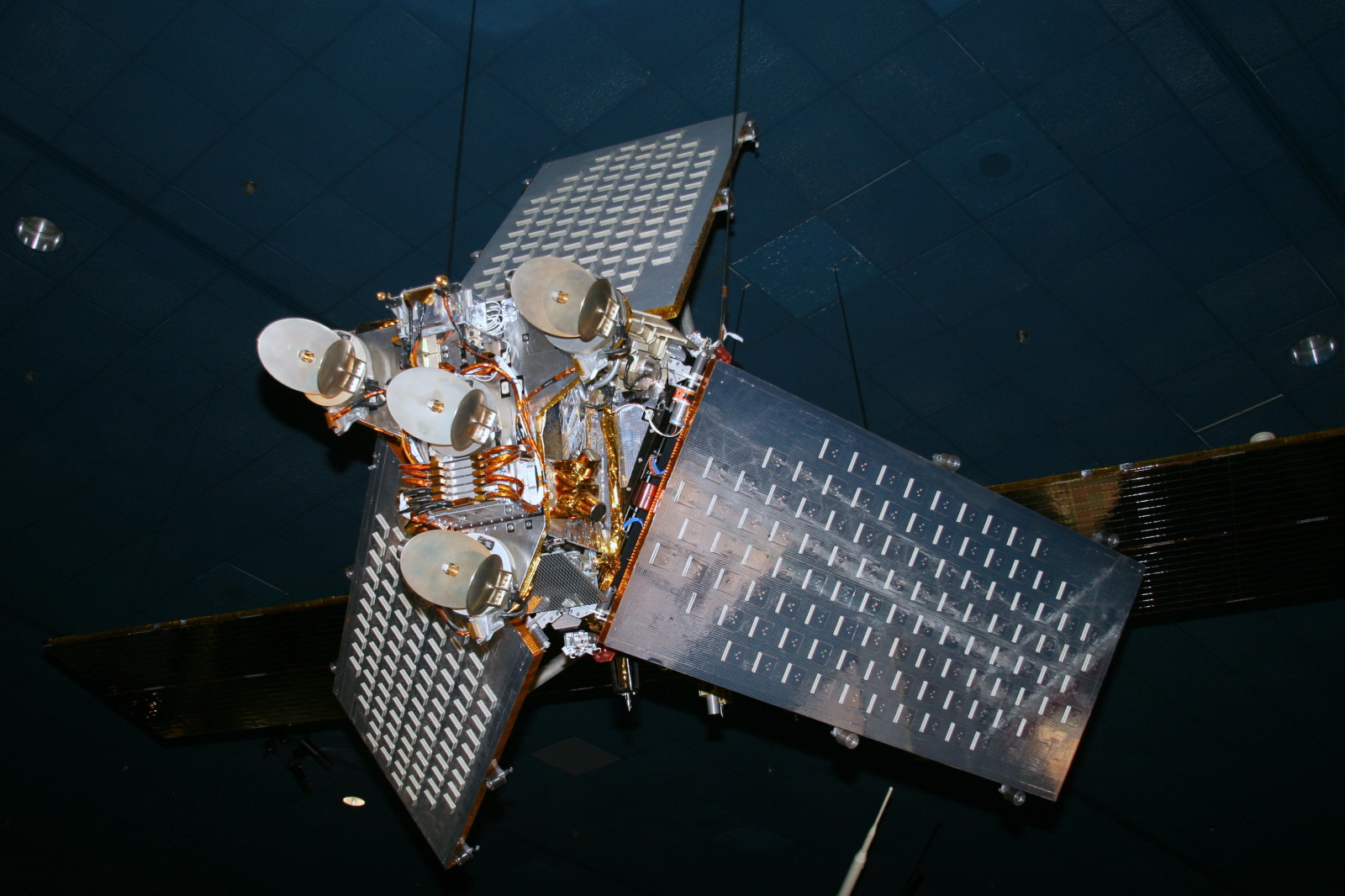
イリジウム衛星の模型

通信衛星（、英: communications satellite）とは、マイクロ波帯の電波を用いた無線通信を目的として、宇宙空間に打ち上げられた人工衛星である。CSやCOMSAT（コムサット）などと略される。その出力が大きく、使用目的が人工衛星から直接放送するものを放送衛星（BSまたはDBS）という。

## 概要
現在ほとんどの通信衛星は静止軌道または準静止軌道を用いるが、最近は低軌道や中軌道の衛星コンステレーションを用いる通信システムもある。ロシアは地理的に高緯度であることからモルニヤ軌道の通信衛星を用いる例もある。
通信衛星は光ケーブルを用いた海底ケーブルと相補的な技術を提供するものである。
近年の大容量化が進んだ海底ケーブルに比べて、通信衛星は伝送能力が低く、遅延時間も大きいことから、2015年時点では、国際通信のほぼ99％を海底ケーブルが担っている。

## アイデア
通信衛星はアーサー・C・クラークが初めて提唱したものとされるが、ポトチュニックの1928年の先行作品に基づくものである。クラークは1945年に「ワイヤレス・ワールド」誌で「地球外の中継器」と題する記事を著し、無線信号を中継するために人工衛星を静止軌道に配備する方法の基本原理を説明したことから、一般にアーサー・C・クラークが通信衛星の発明者として知られた。

## 通信衛星の形態

### 受動型通信衛星
クラーク達の発表当時は宇宙空間に人工衛星を運ぶ具体的な手段がなかったが、1957年にソビエト連邦が人工衛星スプートニクの打ち上げに成功して実現性が検討された。当初は軌道上で安定に動作する中継機のトランスポンダの開発が困難で、受動型衛星のエコー1号と2号で実験された。この衛星は金属皮膜をもつ風船で、軌道上の衛星を電波信号の反射板として用いるものである。利用する電波の周波数を選択可能で構造が単純で故障しにくいが、地上からの電波の送信に大電力を要する大きな欠点があった。

### 能動型通信衛星
地上から送信された電波信号を衛星で受信して電力増幅し、高利得のアンテナにより地上に向けてダウンリンクする能動型衛星の開発が行われた。
テルスター衛星は初めての能動型通信衛星である。ベル研究所で開発されたCバンドのトランスポンダを装備していた。この際のアップリンク6ギガヘルツ帯、ダウンリンク4GHz帯という周波数の組み合わせはその後広く通信衛星で用いられるものとなった。この衛星は1962年7月10日、NASAによりケープカナベラル宇宙基地から初の民間企業がスポンサーとなって打ち上げられた。テルスター衛星は2時間37分で周回する、軌道傾斜角45度の楕円軌道（遠地点 約5,600km、近地点 約950km）に投入された。テルスターはAT&Tに所属するがこれはAT&T、ベル研究所、アメリカ航空宇宙局、イギリス郵政省、フランス郵政省間の衛星通信技術を開発するための多国間合意によるものである。
その後、トランスポンダの数や帯域を増やし送信電力も高めたリレー1号衛星も1962年12月13日に打ち上げられた。このリレー1号を用いて、1963年11月23日に行われていた初の日米間テレビ伝送実験中にジョン・F・ケネディ米国大統領の暗殺事件が報道され、その映像は視聴者に強烈な印象を与えた。

### 静止通信衛星
1964年、静止通信衛星による国際通信網を運営するための国際協同の組織・インテルサットが日本や米国を含む18カ国で作られた。インテルサットは1965年にインテルサット I号シリーズの衛星を打ち上げて商用の国際衛星通信サービスと開始した。
ソビエト連邦はモルニヤ衛星を使ったが、1973年に打ち上げられたカナダのアニク 1号は世界初の国内通信用の静止通信衛星であった。

#### シンコム

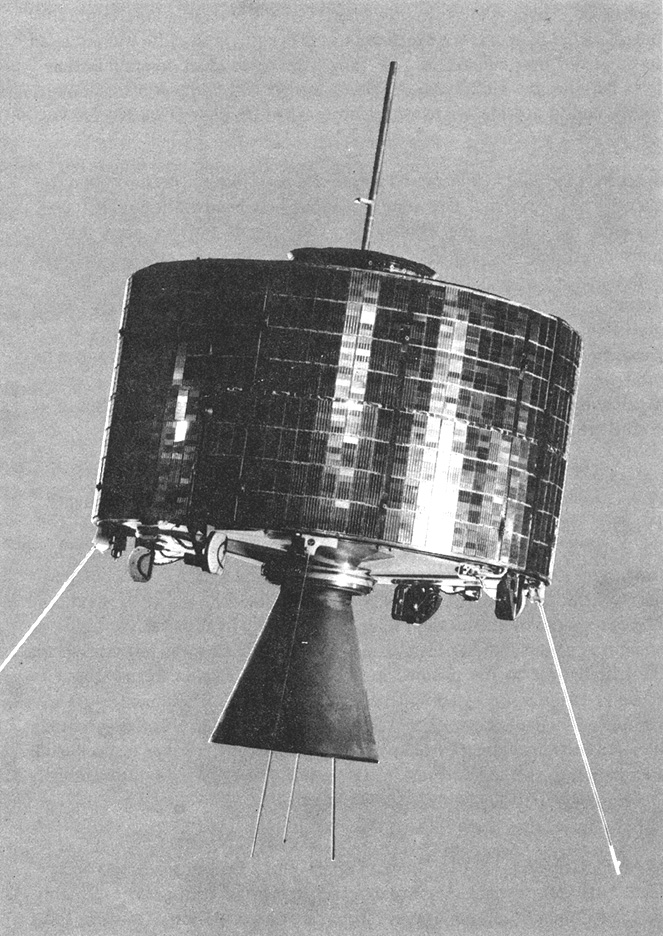
静止通信衛星 シンコム 2号のサイド

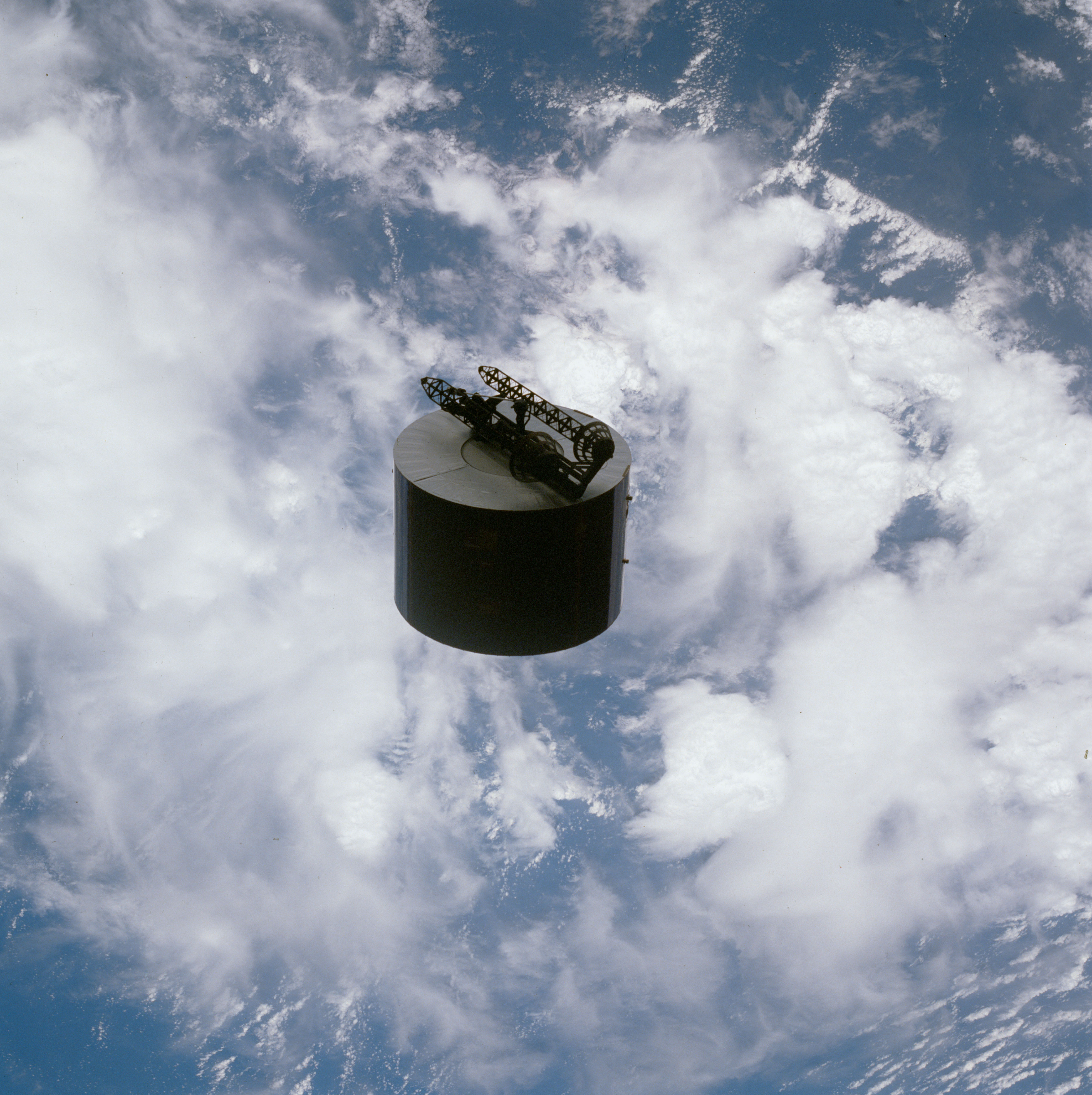
シンコム 4号（リーサット）

シンコム 1号は、最初の静止通信衛星となる予定であった。1963年2月14日、ケープ・カナベラルから人工衛星打ち上げ用の中型ロケット、デルタ B 16号機でシンコム 1号が打ち上げられたが電子回路が故障、静止軌道に向かう途中で沈黙した。
同年7月26日、デルタ B 20号機でシンコム 2号が打ち上げられた。ただし完全な静止状態ではなく、メキシコ沖の大西洋上空で8の字に動いていた。アメリカ航空宇宙局による音声、映像、テレタイプ端末、ファクシミリのテストに成功している。帯域幅に制限があるため、映像中継に音声は付けず、その品質は良くなかったが視聴は許容できる範囲であった。
1964年8月19日、デルタ D 25号機でシンコム 3号が打ち上げられ、問題なく太平洋の赤道域上空、経度180度で静止。同年の東京オリンピックにおいて日米間のテレビ画像伝送がシンコム 3号を用いて実施され、通信衛星の有用性を広く世界の放送・通信関係者に印象付けることとなった。1965年1月1日にアメリカ国防総省へ引き渡し、軍事用通信として活用した。1969年4月に停止した。

### 低軌道衛星
低軌道衛星は、軌道周期が1日よりかなり短い低高度の衛星で、利用者の上空を通過する時間のみが通信可能であるが、通信可能範囲を広げるために多数の衛星を必要とし、一群の衛星を連動して稼動する場合は衛星コンステレーションを編成する。GPS衛星や携帯電話サービス用の衛星電話のイリジウムなどが該当する。

## 衛星の種類

### インターネット衛星
移動体間で通信したりインターネットに接続が可能。イリジウム衛星、iPSTAR、スターリンク衛星など。

### 中継衛星
主に静止軌道上から他の軌道を周回する衛星や宇宙船から通信を中継する。TDRSなど。

## 衛星放送（放送衛星と通信衛星の違い）
放送は、技術的には通信の一形態であるが、日本では郵政省（総務省の前身）が不特定多数向けを『放送』で、企業など認可団体の限定者向けを『通信』として、それぞれ厳格に区別し、用いる人工衛星もそれぞれ専用のものを使用していた。
直接放送衛星（DBS）による放送（衛星放送／BS放送）は、放送用に設計された高出力の人工衛星を用い、家庭の小型DBS用アンテナに向けて直接送信する。放送衛星はKuバンド（K-under。Kバンドの下で12GHz - 18GHz）の高い方の周波数用いる。
1989年（平成元年）10月1日に放送法が改正され、企業や業者向けの番組・プログラムを送信など、特定目的以外の利用を禁じていた通信衛星を利用した、不特定多数への直接放送（CS放送）が可能になった。1996年（平成8年）にCSデジタルプラットフォーム事業者の日本デジタル放送サービスが、CSデジタル放送事業の「パーフェクTV!」を開始した。
総務省は2009年（平成21年）2月に、CS放送のうち放送衛星と同じ東経110度に打ち上げられた通信衛星のN-SAT-110を利用するスカパー!などの衛星放送を、法制度上「特別衛星放送」としてBSデジタル放送と普及計画を一本化した。スカパー!プレミアムサービスなどの通信衛星を使用した衛星放送は「一般衛星放送」として扱われる。

## CS衛星放送関係略年表
- 1989年
  - 3月6日 - JCSAT-1打ち上げ
  - 12月31日 - JCSAT-2打ち上げ
- 1992年
  - 2月4日 - CSアナログ放送事業者6社認定。4月から順次サービス開始（スカイポート、CSバーン（10月1日））
  - 2月27日 - SUPERBIRD-B打ち上げ
  - 6月 - CS-PCM音声放送開始
  - 12月2日 - SUPERBIRD-A打ち上げ
- 1995年8月29日 - JCSAT-3打ち上げ
- 1996年10月1日 - 128度CSデジタル放送 パーフェクTV!放送開始
- 1997年
  - 2月17日 - JCSAT-4（現・JCSAT-R）打ち上げ
  - 7月28日 - SUPERBIRD-C打ち上げ
  - 12月1日 - 144度CSデジタル放送 ディレクTV放送開始
- 1998年
  - 3月31日 - CSバーンが放送をパーフェクTV!に移行し放送終了
  - 5月1日 - パーフェクTV、事業開始前の124度CSデジタル放送 JスカイBが統合されて124・128度CSデジタル放送 スカイパーフェクTV!（スカパー!）となる
  - 9月30日 - スカイポートが放送をスカイパーフェクTV!に移行し放送終了
- 1999年2月16日 - JCSAT-4A打ち上げ
- 2000年
  - 10月7日
    - ディレクTV廃局、加入者はスカイパーフェクTV!に移行
    - N-SAT-110打ち上げ
- 2001年5月1日 - 144度CSデジタル音声放送 SOUND PLANET開始
- 2002年
  - 3月1日 - 110度CSデジタル放送 プラットワン開始
  - 3月29日 - JCSAT-2A打ち上げ
  - 7月1日
    - 110度CSデジタル放送 スカイパーフェクTV!2開始
    - 110度CSデジタル放送 蓄積型双方向サービス（ep）開始
- 2004年
  - 3月1日 - スカイパーフェクTV!2とプラットワンが統合、スカイパーフェクTV!110（スカパー!110、現・スカパー!e2）に
  - 3月31日 - epが蓄積番組放送など一部サービスを終了
  - 12月1日 - 110度CSデジタル放送 WOWOWデジタルプラス開始
- 2005年
  - 2月 - 144度CSデジタル放送 AccessTV開始
  - 4月4日 - 154度CSデジタル音声放送 SPACE DiVA開始
- 2006年
  - 8月12日 - JCSAT-3A打ち上げ
  - 12月31日 - WOWOWデジタルプラス終了
- 2007年12月22日 - 144度CSデジタルテレビ放送 HOP TV開始
- 2012年5月16日 - JCSAT-13打ち上げ